# Pole (artiste)
Pour les articles homonymes, voir Pole.
Pole est le pseudonyme privilégié de Stefan Betke, producteur allemand de musique électronique.

## Discographie
- 1 (CD / 2xLP) 		Kiff SM, PIAS Germany, Matador 	1998
- Raum Eins / Raum Zwei (12") 		DIN, 1998
- Tanzen (12") 		Kiff SM 	1998
- 2 (CD / 2xLP) 		Kiff SM, PIAS Germany, Matador, 1999
- 3 (CD / 2xLP)  		Kiff SM, PIAS Germany, Matador,	2000
- Four Tet vs Pole EP (12") 		Leaf 	2000
- Rondell (12") 		Kiff SM 	2000
- R (CD / (2xLP) 		~scape, 2001
- Mein Freund Der Baum (7") 		Monika Enterprise 	2002
- 45/45 (CD, 12") 		Mute Records Ltd., Mute Corporation (US) 	2003
- 90/90 (CD, 12") 		Mute Records Ltd., Mute Corporation (US) 	2003
- Pole (CD, 2xLP) 		Mute Records Ltd., Mute Corporation (US) 	2003
- Steingarten (CD, 2xLP) 		~scape 	2007
- Steingarten Remixes (CD, 4x12") 		~scape 	2007
- Wald 2015
- Fading 2020

## Liens externes

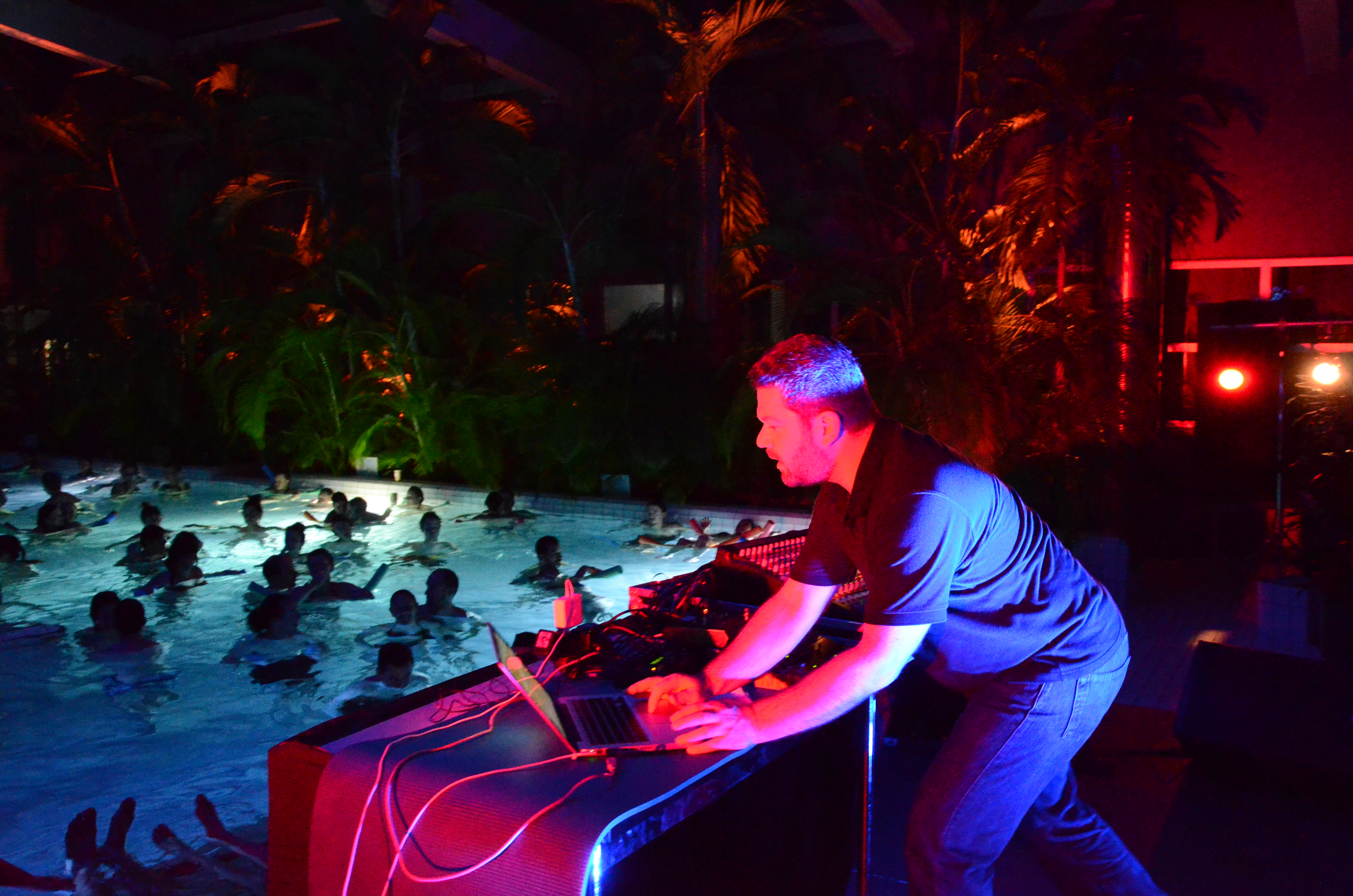
Festival Antigel, janvier 2013